# 湯姆·亨特

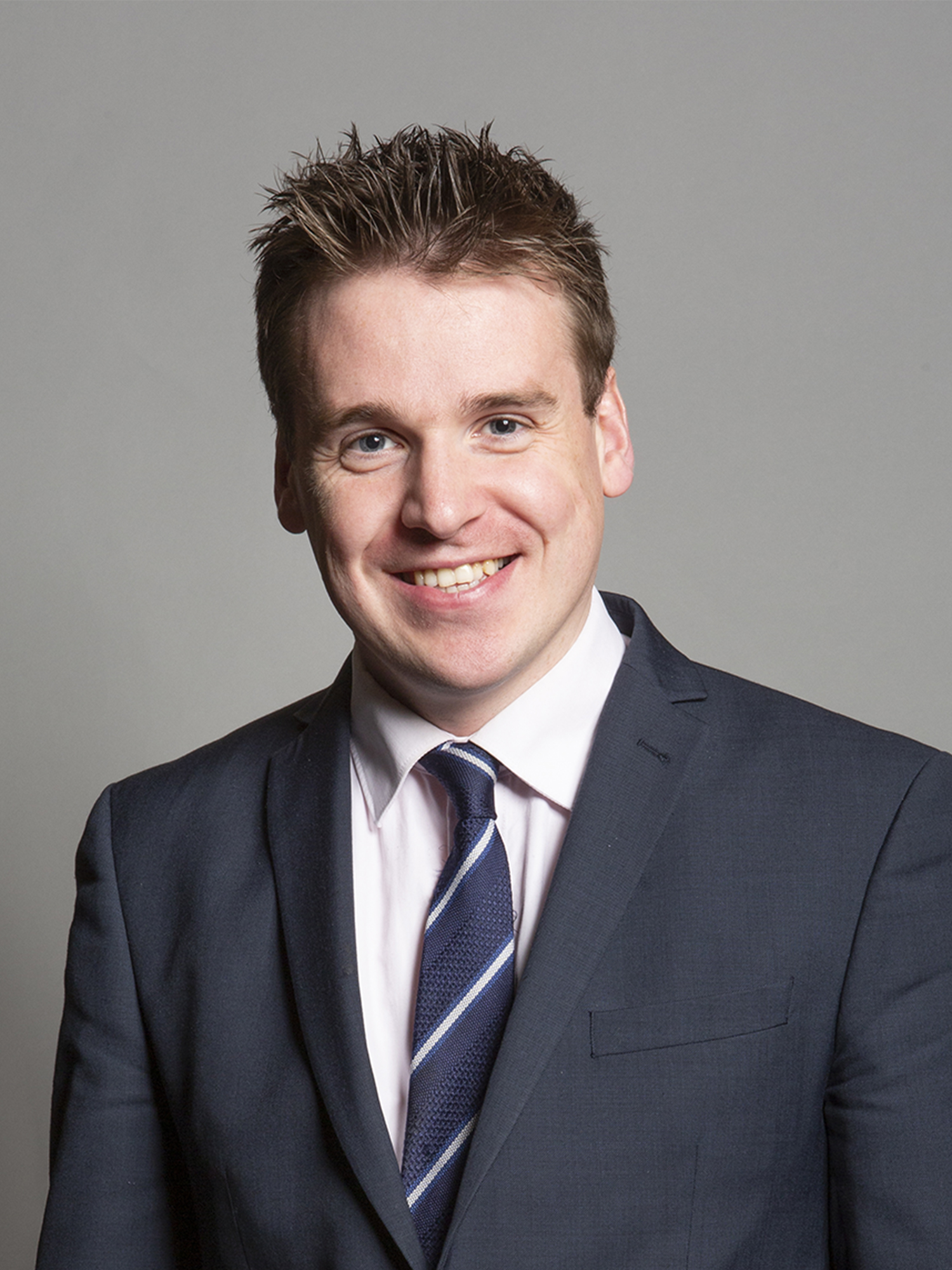

湯姆·亨特（英語：Tom Hunt；1988年8月31日—）是英國的一位政治家，所屬政黨是保守黨。他在2019年英國大選中當選伊普斯威奇的議員。